# Cimitero degli Errancis
Il cimitero degli Errancis (cimetière des Errancis ossia cimitero degli Storpi), situato nell'VIII arrondissement di Parigi, è stato un cimitero che venne appositamente costruito ed utilizzato per la sepoltura dei giustiziati tramite ghigliottina durante la Rivoluzione francese. Fu un cimitero "compagno" di altri tre cimiteri (cimitero di Sainte-Marguerite, il cimitero di Picpus ed il cimitero della Madeleine), anch'essi utilizzati per il medesimo scopo ma già esistenti da tempo rispetto a quello degli Errancis.
Il cimitero funzionò solo per quattro anni: aperto il 5 marzo 1793, venne chiuso il 23 aprile 1797. All'entrata si trovava un cartello con scritto: « Dormir, enfin » (« Dormire, finalmente »).
Oggi sul sito sorgono vari edifici : esso era posto tra le attuali rue du Rocher, rue de Monceau, rue de Miromesnil e boulevard de Courcelles.
Per la costruzione delle mura del cimitero venne recuperata parte della cinta daziaria di Parigi, che allora tagliava quest'area.
Esiste una lapide commemorativa che ricorda il cimitero degli Errancis presso rue de Monceau, tra il numero 97 e l'angolo con rue du Rocher. Si è stimato che 1.119 vittime della ghigliottina siano state sepolte qui, per lo più in fosse comuni senza alcun nome.

## Personalità sepolte
- Jacques-René Hébert (24 marzo 1794)
- Claude Basire (5 aprile 1794)
- François Chabot (5 aprile 1794)
- Georges Jacques Danton (5 aprile 1794)
- Jean-François Delacroix (5 aprile 1794)
- Joseph Delaunay (5 aprile 1794)
- Camille Desmoulins (5 aprile 1794)
- Fabre d'Églantine (5 aprile 1794)
- Marie-Jean Hérault de Séchelles (5 aprile 1794)
- François Joseph Westermann (5 aprile 1794)
- Pierre Gaspard Chaumette (13 aprile 1794)
- Lucile Duplessis (13 aprile 1794), vedova di Camille Desmoulins
- Marie Marguerite Françoise Hébert (13 aprile 1794), vedova di Jacques-René Hébert
- Guillaume-Chrétien de Lamoignon de Malesherbes (22 aprile 1794), avvocato di Luigi XVI durante il suo processo
- Antoine-Laurent de Lavoisier (8 maggio 1794)
- Madama Elisabetta (10 maggio 1794), sorella di Luigi XVI e di Luigi XVIII
- Étienne-Charles de Loménie de Brienne (10 maggio 1794)
- Athanase Louis Marie de Loménie (10 maggio 1794)
- Georges Couthon (28 luglio 1794)
- François Hanriot (28 luglio 1794)
- Maximilien de Robespierre (28 luglio 1794)
- Augustin de Robespierre (28 luglio 1794)
- Louis Antoine de Saint-Just (28 luglio 1794)
- Antoine Simon (28 luglio 1794)
- Jean-Baptiste Fleuriot-Lescot (28 luglio 1794)
- Martial Herman (7 maggio 1795)
- Antoine Quentin Fouquier-Tinville (7 maggio 1795)
- Gilbert Romme (20 maggio 1795), che si suicidò prima di essere ghigliottinato.

## Dopo la Rivoluzione
Come nel cimitero della Madeleine, non fu più possibile identificare i corpi gettati in fosse comuni.

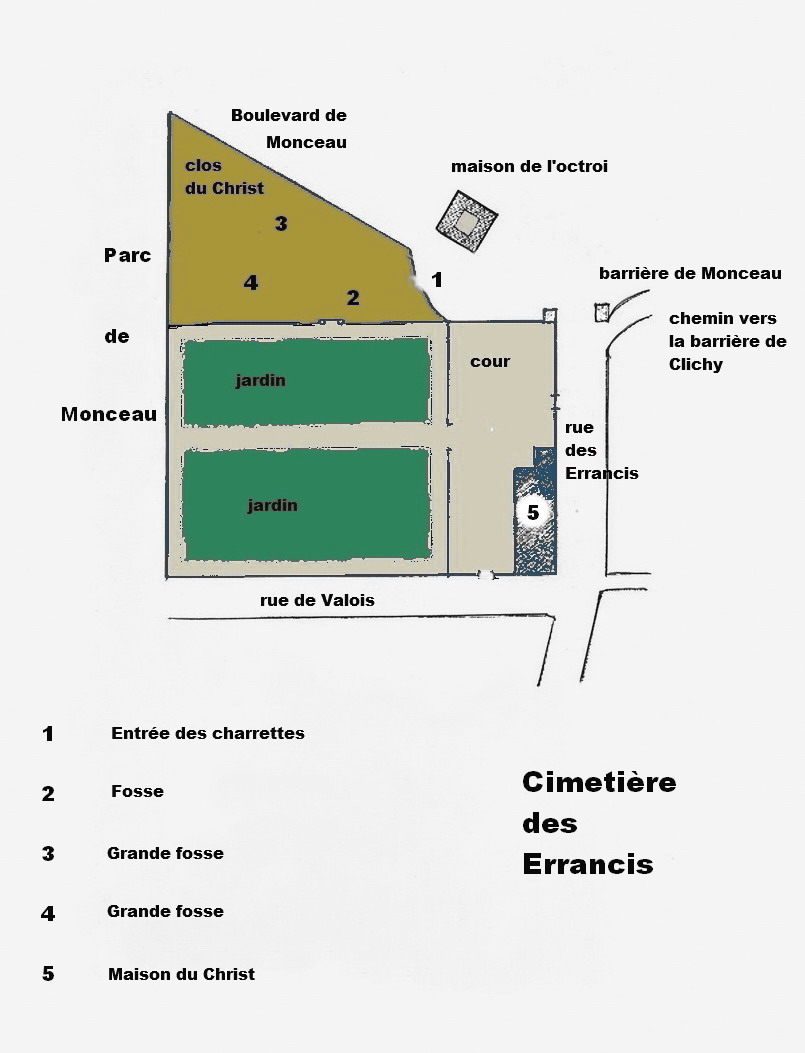
Piano del cimitero. 1. Entrata dei carretti; 2. Fossa; 3. Grande fossa; 4. Grande fossa; 5. Casa di Cristo

 Luigi XVIII fu molto desideroso di rinvenire i resti della sorella Elisabetta nel 1815, ma fu tutto inutile. I resti delle ossa vennero spostati nelle catacombe di Parigi, tra il 1844 ed il 1859 (più probabilmente intorno al 1848), quando venne costruito il boulevard de Courcelles.